# Liste der Biografien/Krag
Liste der Biografien |
Portal Biografien |
Personensuche
# |
A |
B |
C |
D |
E |
F |
G |
H |
I |
J |
K |
L |
M |
N |
O |
P |
Q |
R |
S |
T |
U |
V |
W |
X |
Y |
Z |
?
 
Ka |
Kb |
Kc |
Kd |
Ke |
Kf |
Kg |
Kh |
Ki |
Kj |
Kl |
Km |
Kn |
Ko |
Kp |
Kr |
Ks |
Kt |
Ku |
Kv |
Kw |
Ky |
Kx |
Kz
 
Kra |
Krb |
Krc |
Kre |
Krg |
Krh |
Kri |
Krj |
Krk |
Krl |
Krm |
Krn |
Kro |
Krp |
Krs |
Krt |
Kru |
Kry |
Krz
 
Kraa |
Krab |
Krac |
Krad |
Krae |
Kraf |
Krag |
Krah |
Krai |
Kraj |
Krak |
Kral |
Kram |
Kran |
Krap |
Krar |
Kras |
Krat |
Krau |
Krav |
Kraw |
Krax |
Kray |
Kraz
Die Liste der Biografien führt alle Personen auf, die in der deutschsprachigen Wikipedia einen Artikel haben. Dieses ist eine Teilliste mit 40 Einträgen von Personen, deren Namen mit den Buchstaben „Krag“ beginnt.

## Krag
- Krag, Andreas (1553–1600), dänischer Mathematiker, Physiker und Mediziner
- Krag, Astrid (* 1982), dänische Politikerin (Sozialdemokraten), Mitglied des Folketing und war Ministerin
- Krag, Jens Otto (1914–1978), dänischer Politiker (Sozialdemokrat), Mitglied des FolketingJens Otto Krag (1914–1978)

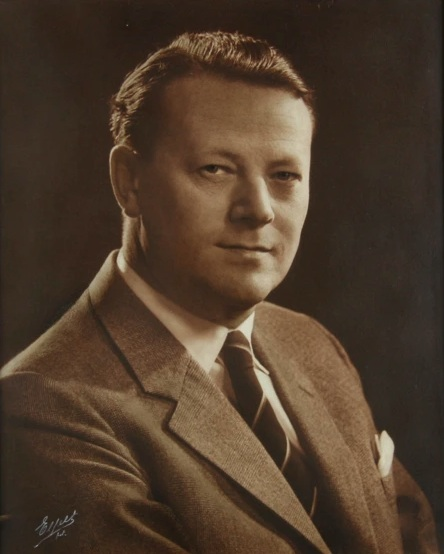
Jens Otto Krag (1914–1978)

- Krag, Mirko (* 1987), deutscher Handballschiedsrichter
- Krag, Oluf (1870–1942), dänischer Politiker, Mitglied des Folketing, Minister
- Krag, Thomas Peter (1868–1913), norwegischer Schriftsteller
- Krag, Werner (* 1951), deutscher Sachbuchautor und Psychotherapeut

### Krage
- Krage, Christoph Julius (1648–1703), fürstlich-braunschweig-lüneburgischer Generalmajor und Festungskommandant
- Krage, Florian (* 1997), deutscher Volleyballspieler
- Krage, Georg (1846–1927), deutscher Schulleiter
- Krage, Hans-Georg (1928–2005), deutscher Motorbootfahrer
- Krage, Heinrich († 1630), deutscher Domherr
- Krage, Nikolaus († 1559), deutscher evangelischer Theologe und Reformator von Minden
- Krage, Peer (* 1968), deutscher Motorbootrennfahrer
- Krägel, Josef (1853–1932), deutscher Opern- und Operettensänger (Bass), Theaterschauspieler, -regisseur, -leiter und Komponist
- Krägen, Carl (1797–1879), deutscher Musiker und Komponist
- Kragenings, Christoph (* 1986), deutscher Fernsehmoderator, Rennfahrer und Chefredakteur
- Kragerup, Elisa (* 1979), dänische Theaterregisseurin
- Krages, Hermann (1909–1992), deutscher Unternehmer
- Krages, Louis (1875–1955), deutscher Kaufmann
- Krages, Louis (1949–2001), deutscher Autorennfahrer und Geschäftsmann

### Kragg
- Kraggerud, Henning (* 1973), norwegischer Musiker (Violine und Bratsche) und Komponist

### Kragh
- Kragh Andersen, Søren (* 1994), dänischer RadrennfahrerSøren Kragh Andersen (* 1994)

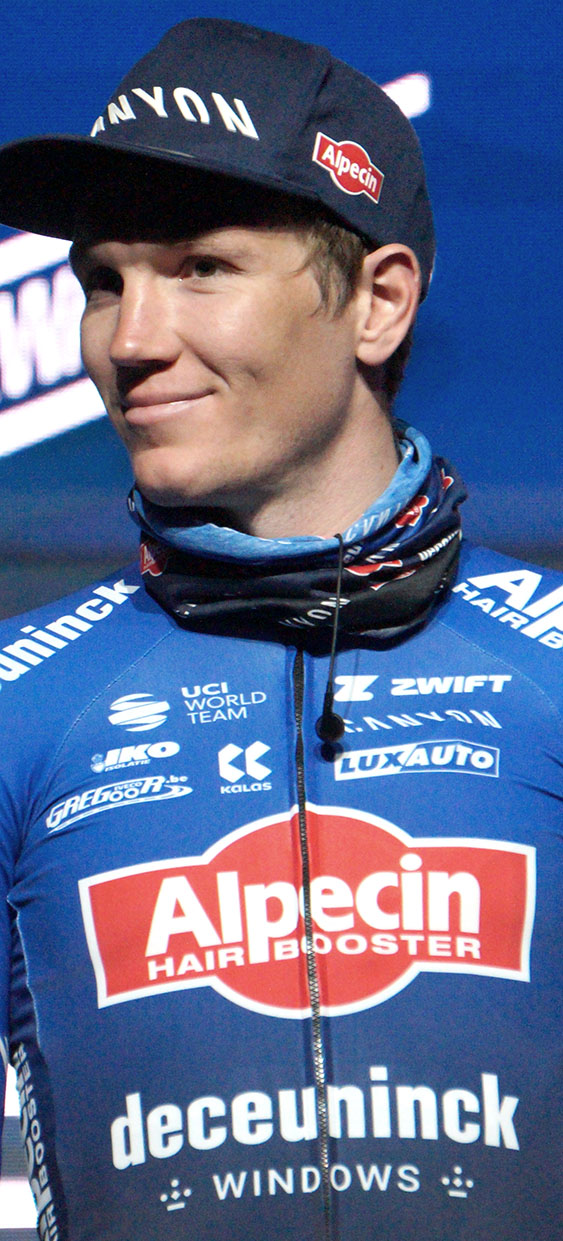
Søren Kragh Andersen (* 1994)

- Kragh Christiansen, Eigil (1894–1943), norwegischer Regattasegler
- Kragh, Gert (1911–1984), deutscher Garten- und Landschaftsgestalter
- Kragh, Helge (* 1944), dänischer Wissenschaftshistoriker
- Kragh, Martin (* 1988), dänischer Badmintonspieler
- Kragh, Peder (1794–1883), dänischer Missionar in Grönland und Pastor
- Kragh-Jacobsen, Hans (* 1945), dänischer Schauspieler, Regisseur und Drehbuchautor
- Kragh-Jacobsen, Søren (* 1947), dänischer Regisseur

### Kragi
- Kragic, Danica (* 1971), schwedische Informatikerin und Hochschullehrerin

### Kragl
- Kragl, Florian (* 1979), österreichischer Germanist
- Kragl, Gerd (* 1997), österreichischer Eishockeyspieler
- Kragl, Lukas (* 1990), österreichischer Fußballspieler
- Kragl, Oliver (* 1990), deutscher Fußballspieler
- Kragl, Udo (* 1961), deutscher Chemiker und Biotechnologe
- Kraglievich, Lucas (1886–1932), argentinischer Wirbeltier-Paläontologe

### Kragt
- Kragten, Isaac (* 2002), kanadischer Schauspieler

### Kragu
- Kragujević, Tanja (* 1946), serbische Schriftstellerin
- Kragulj, Nikolina (* 1997), kroatische Handballspielerin